# Villa medicea del Trebbio
La Villa Medicea del Trebbio si trova a San Piero a Sieve, nel Comune di Scarperia e San Piero nel Mugello, in provincia di Firenze. Nelle famose lunette di Giusto Utens è chiamata Il Trebbio. Dal 2013 la villa rientra nell'elenco del patrimonio dell'umanità dell'UNESCO.

## Storia e descrizione
La villa si trova nella zona dalla quale erano originari i Medici e fu una delle prime residenze (se non la primissima) che essi fecero costruire fuori Firenze. Appartenne infatti già a Giovanni di Bicci de' Medici, il patriarca delle fortune familiari. La tenuta era in una posizione strategica, dall'alto di un poggio che dominava la Val di Sieve, ad una confluenza viaria (Trebbio significa infatti "trivio" cioè un punto dal quale, a differenza del "bivio", si dipanano tre strade).
Dopo la sua morte (1429) il figlio Cosimo de' Medici fece ristrutturare al suo architetto Michelozzo quello che doveva assomigliare a un castello fortificato. Il Vasari la indica come seconda a essere ristrutturata, dopo la Villa di Cafaggiolo e prima di quella di Careggi, anche se studi recenti hanno appurato che la prima assoluta fu il Trebbio, i cui lavori si dovrebbero essere svolti tra il 1427 e il 1433.
L'impianto della villa è ancora legato alla maniera di fortificazione medievale, piuttosto che di luogo ameno e ordinato di spirito umanistico-rinascimentale. 
Non è facile distinguere le strutture originarie da quelle dell'intervento di Michelozzo, anche se sembra probabile che, quanto meno a livello planimetrico, le preesistenze hanno influito sulle strutture importanti. Michelozzo mantenne o ricostruì la torretta di guardia, dalla struttura solida e priva di finestre, aggiungendovi il camminamento con beccatelli (come nel perimetro esterno), e conservando anche altri elementi tipicamente "castellani" come il fossato e il ponte levatoio. Al centro vi si trova un cortile con pozzo.
Vi introdusse però delle novità dettate dalla necessità anche di svago del committente, come il giardino murato, veramente insolito per l'epoca e forse il primo esempio in una zona suburbana, che segna il rifiorire della tipologia della villa tanto cara agli antichi romani.
Questo giardino è realizzato su due terrazze a destra della villa: in quella superiore si è conservato un pergolato in muratura con una doppia fila di colonne con capitelli in pietra arenaria ionici o a foglie d'acqua; in quella inferiore esisteva un secondo pergolato oggi scomparso, mentre è rimasta l'impostazione degli orti con una vasca. Nell'orto si svagava dalle preoccupazioni della vita politica cittadina Cosimo il Vecchio, che i biografi descrivono come amante della nestatura e potatura degli alberi da frutto per diletto, secondo una tecnica di cui era "intenditissimo".
A sinistra della villa, isolata, si trova una piccola cappella. Era poi circondata da boschi e da una vasta tenuta agricola, che confinava con quella della Villa di Cafaggiolo.
La Villa fu ampliata da Cosimo I, che amava andare a caccia nella sua tenuta, e da suo figlio Ferdinando I, che la unì ad altri possedimenti. Ferdinando II la vendette nel 1644 a un ricco fiorentino, Giuliano Serragli, il quale la cedette poi ai padri filippini. Nell'Ottocento vennero demolite le case rurali addossate alla villa per far posto a un bosco di cipressi. Il giardino antistante la villa, con le rose e le siepi di bosso risale al Novecento.
Oggi, dopo altri passaggi, appartiene ai Marchesi Corsini, anche se è possibile fare visite guidate.

## Galleria d'immagini

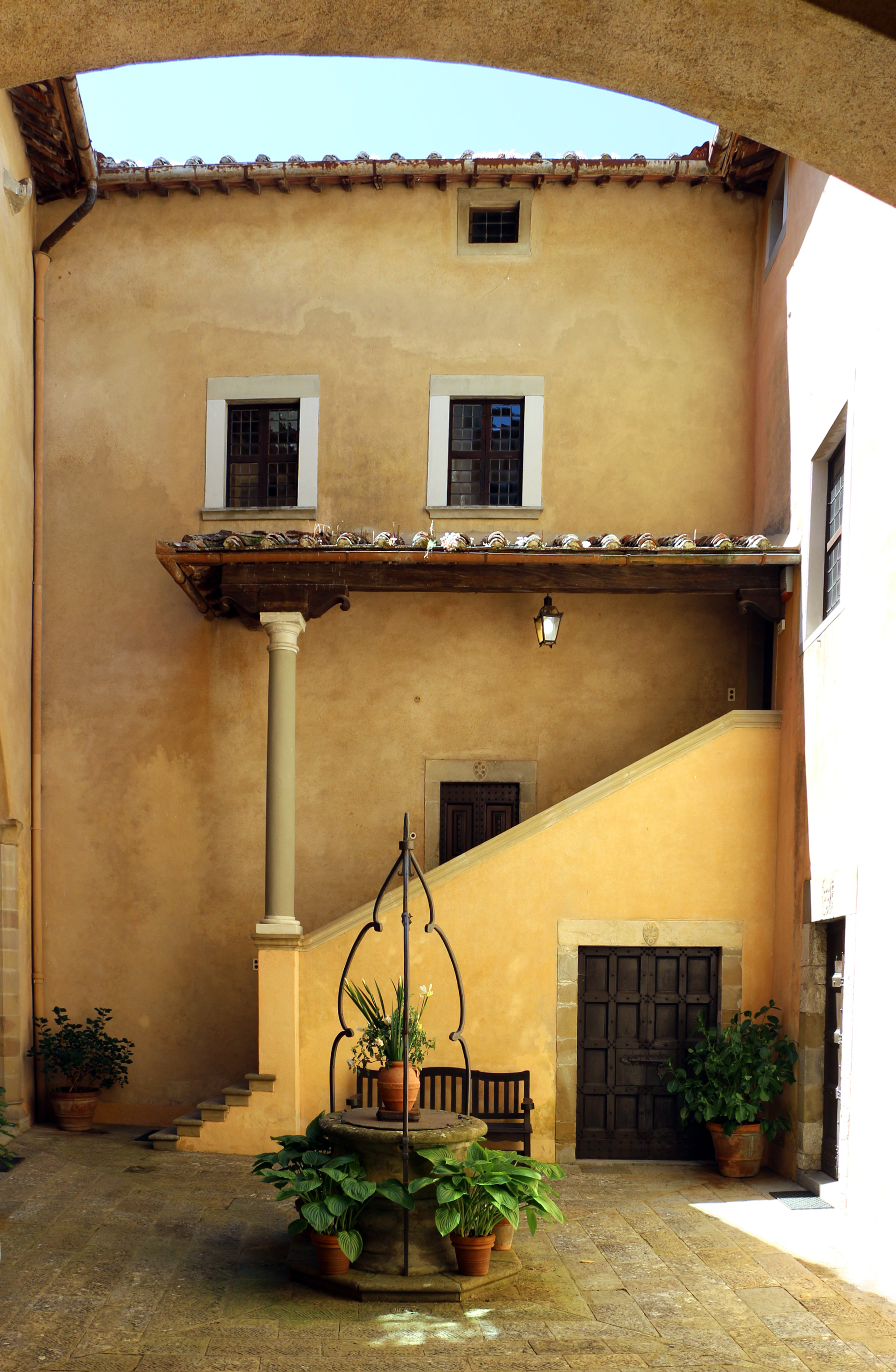
Cortile interno
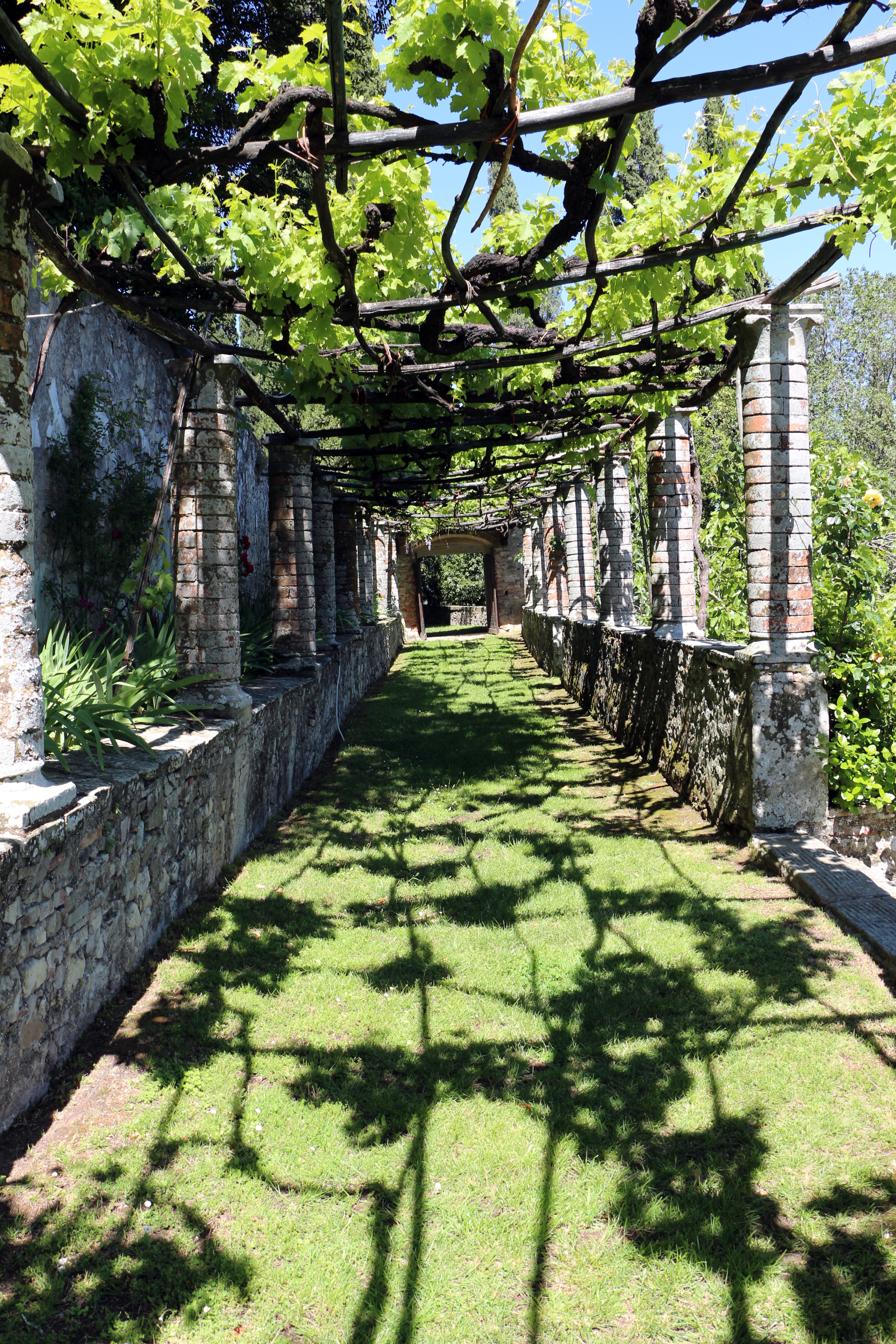
Pergolato
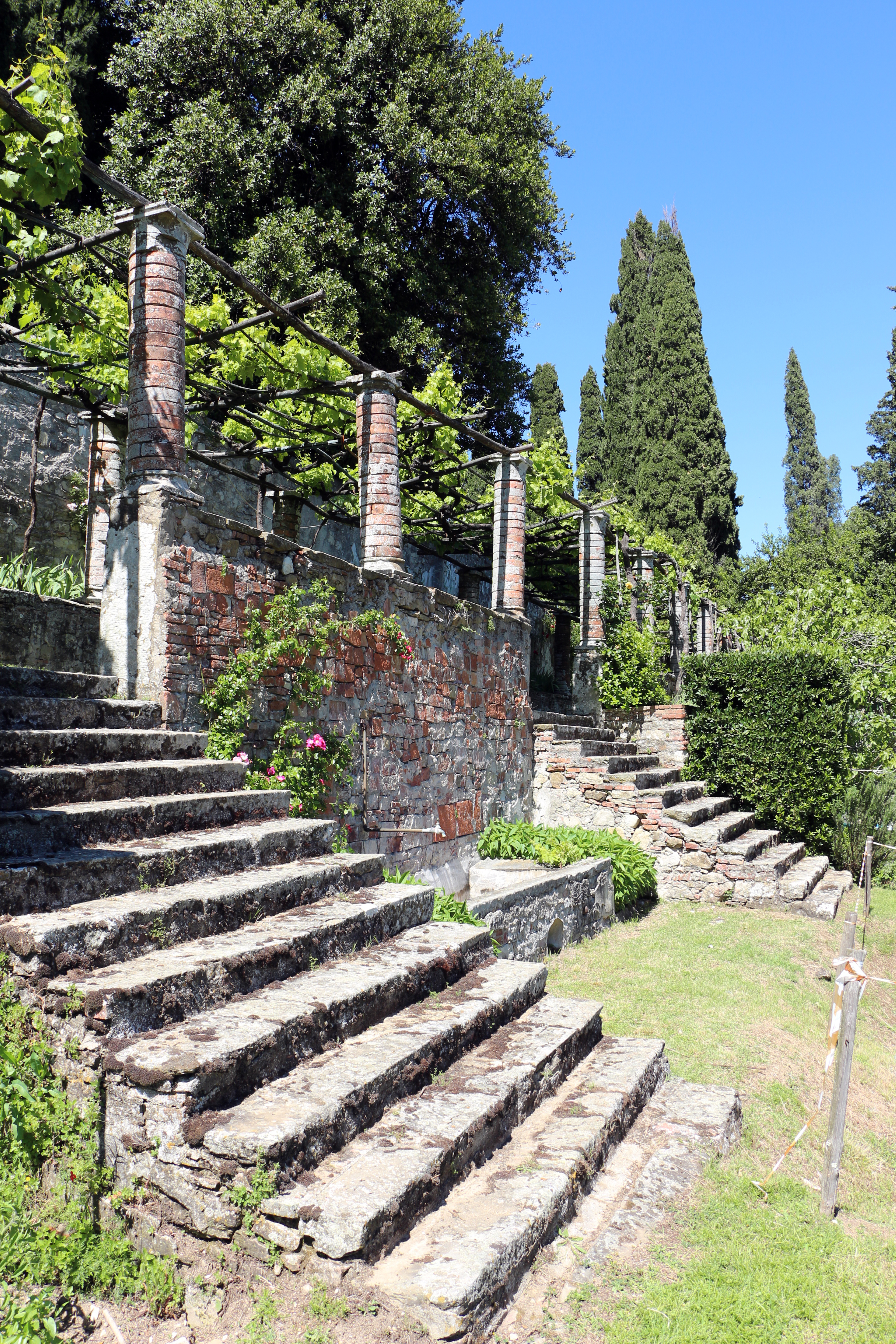
Pergolato
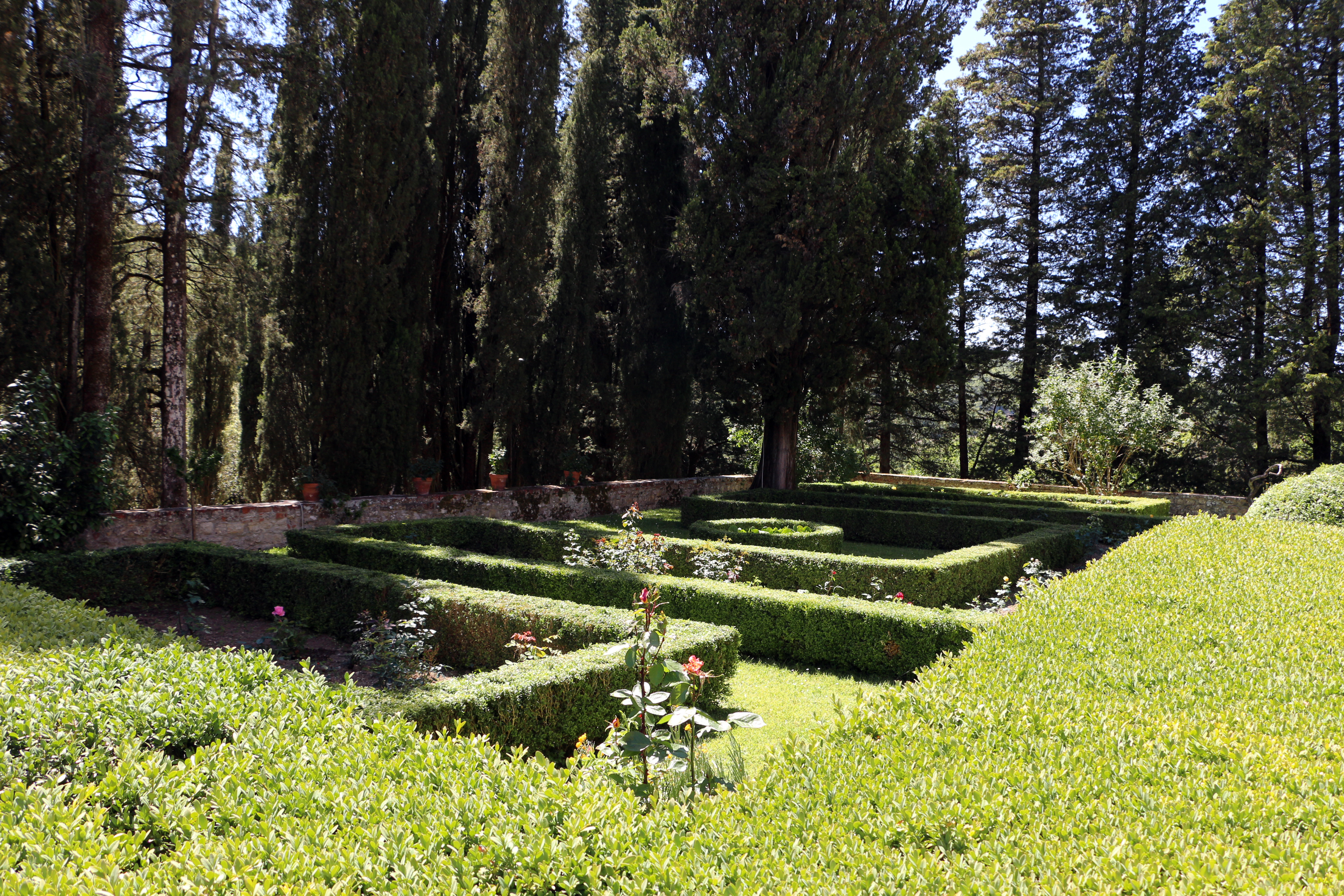
Giardino
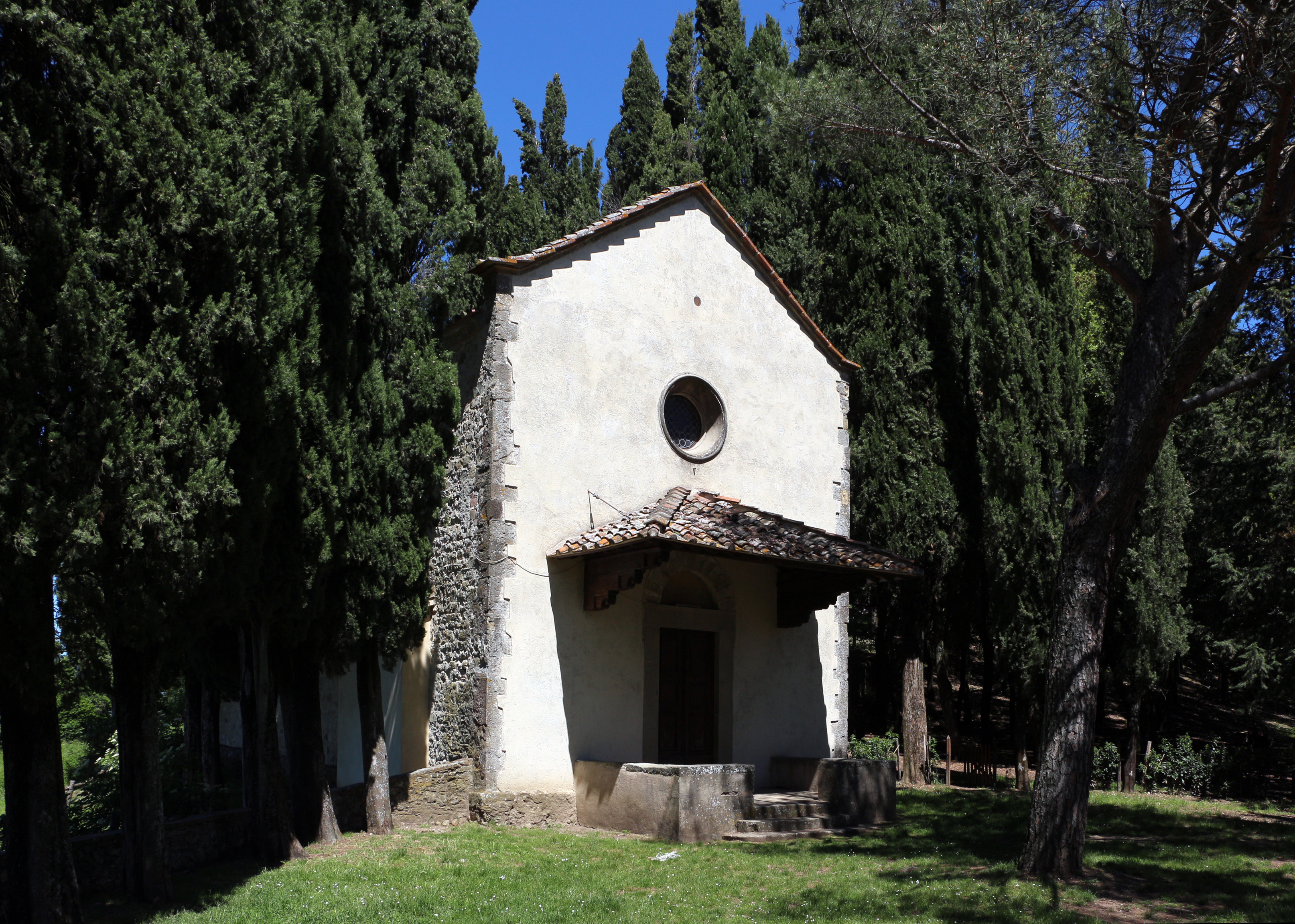
Cappella
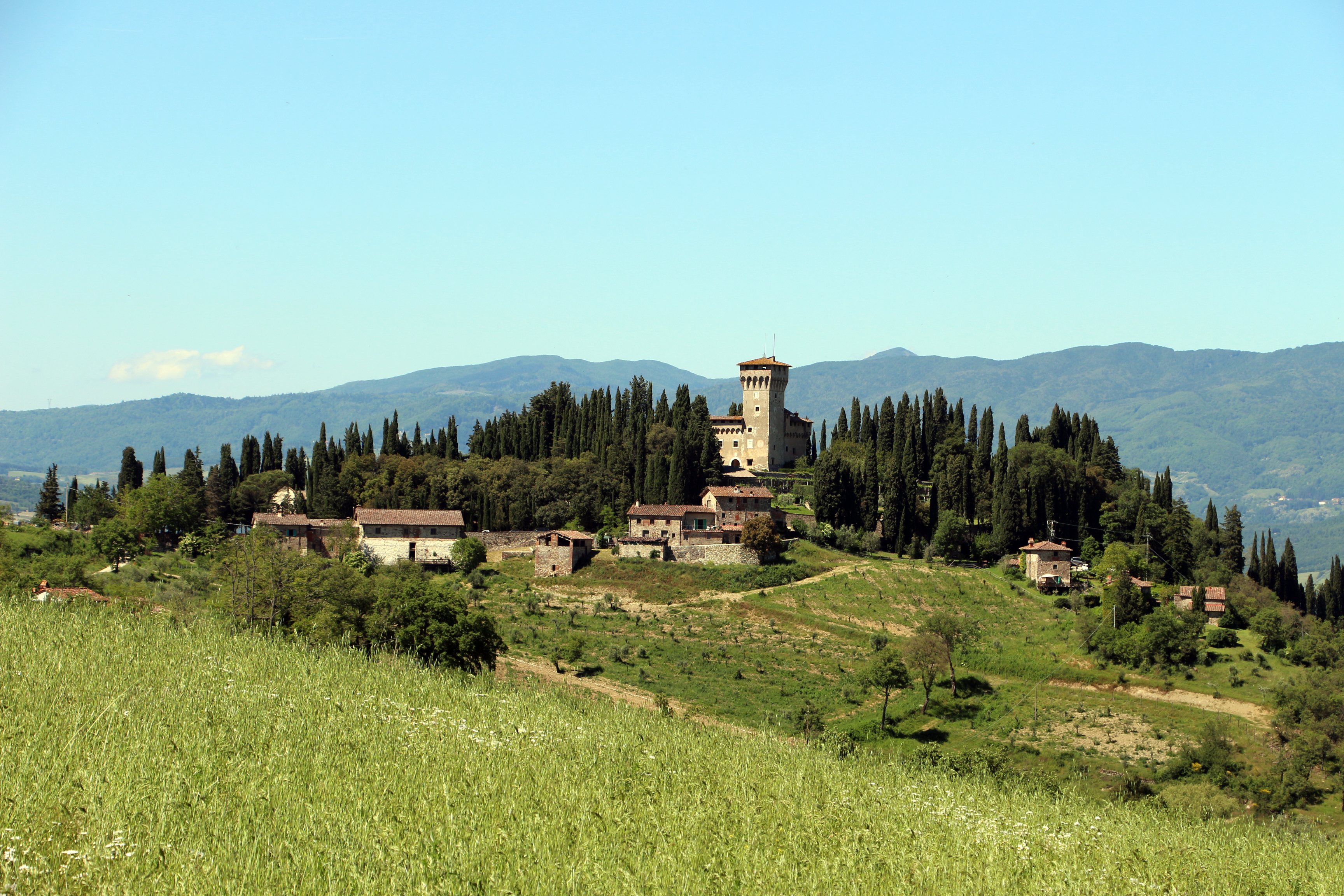
Panorama
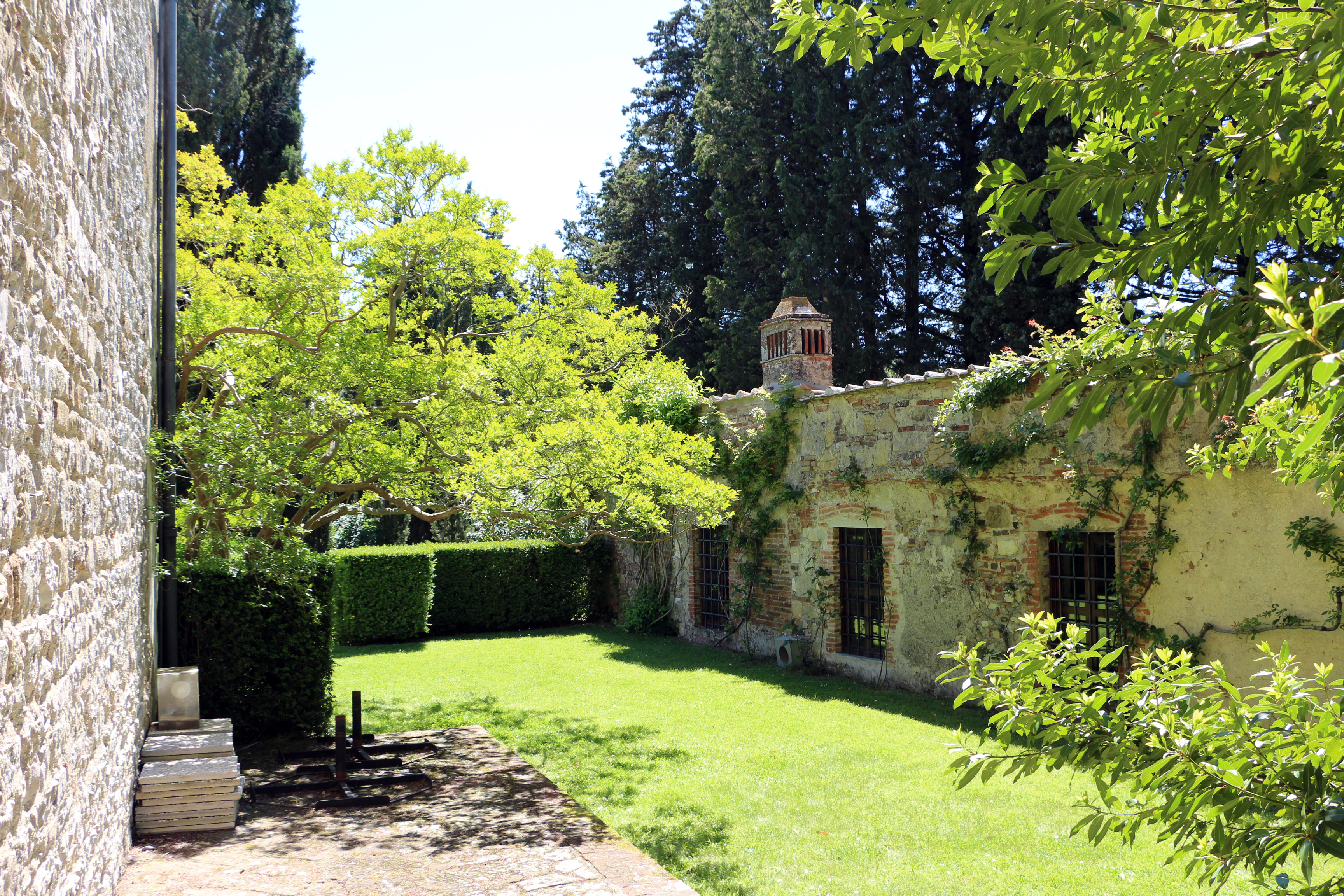
Giardino
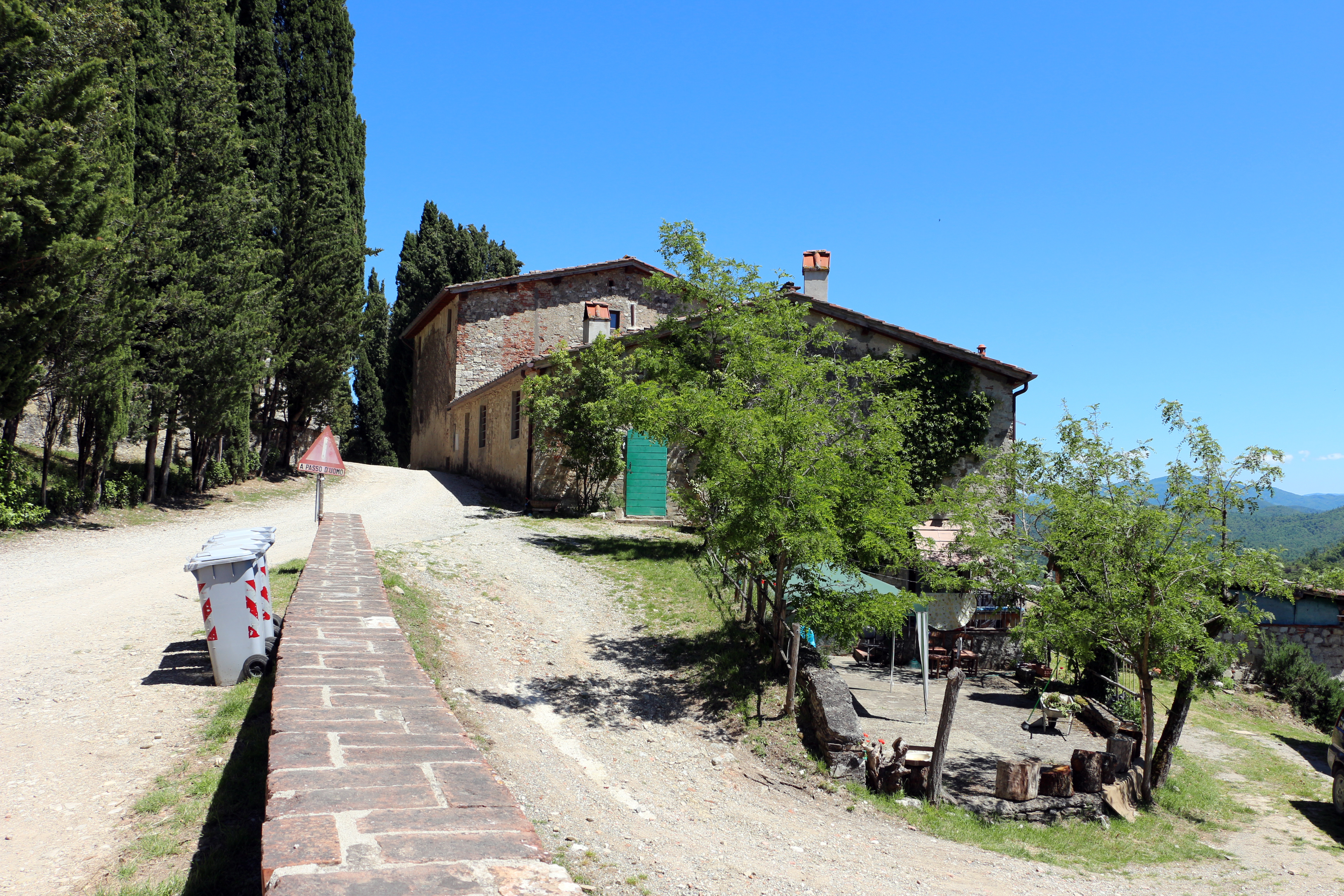
Borgo
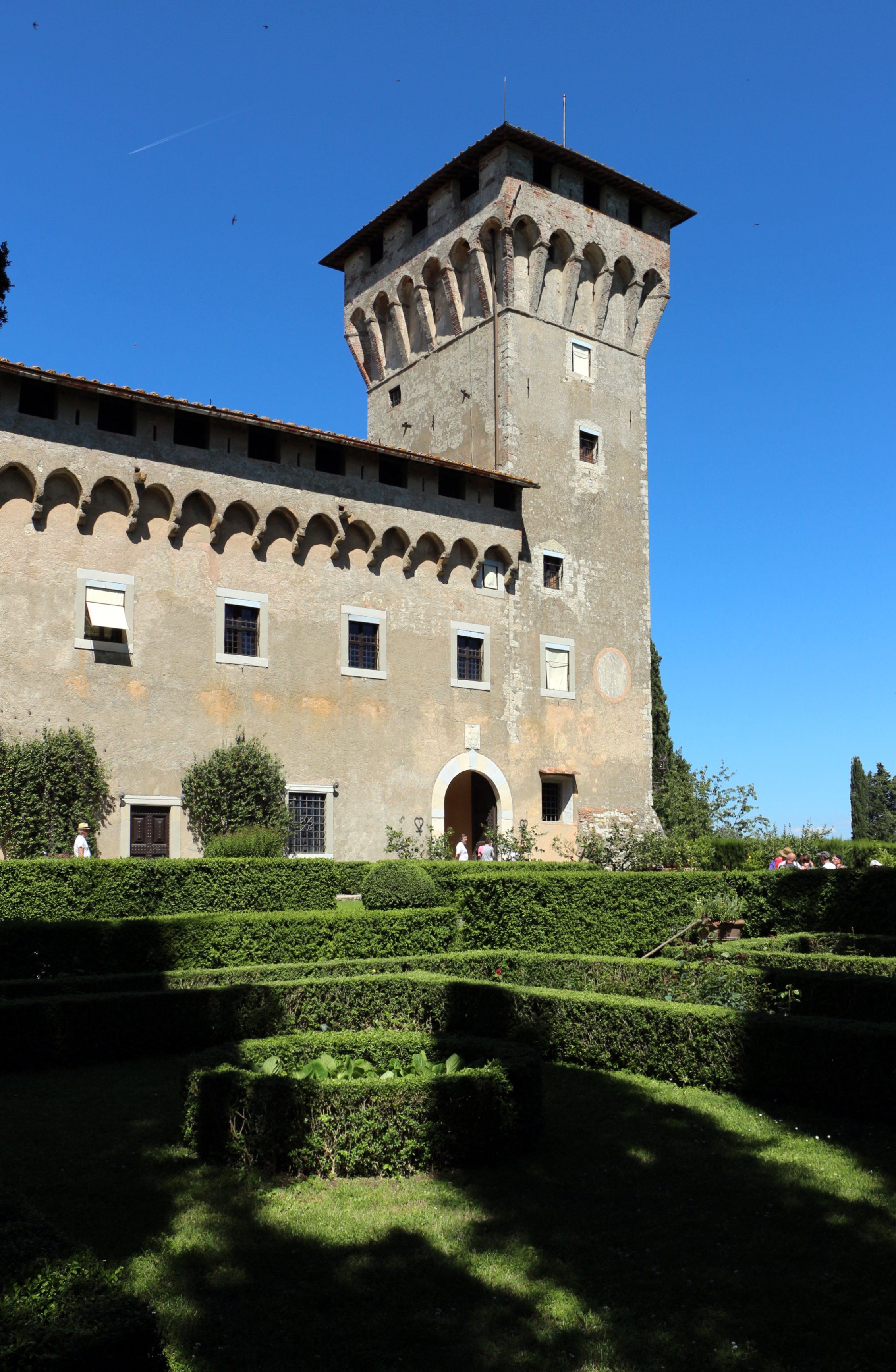
Giardino e Castello
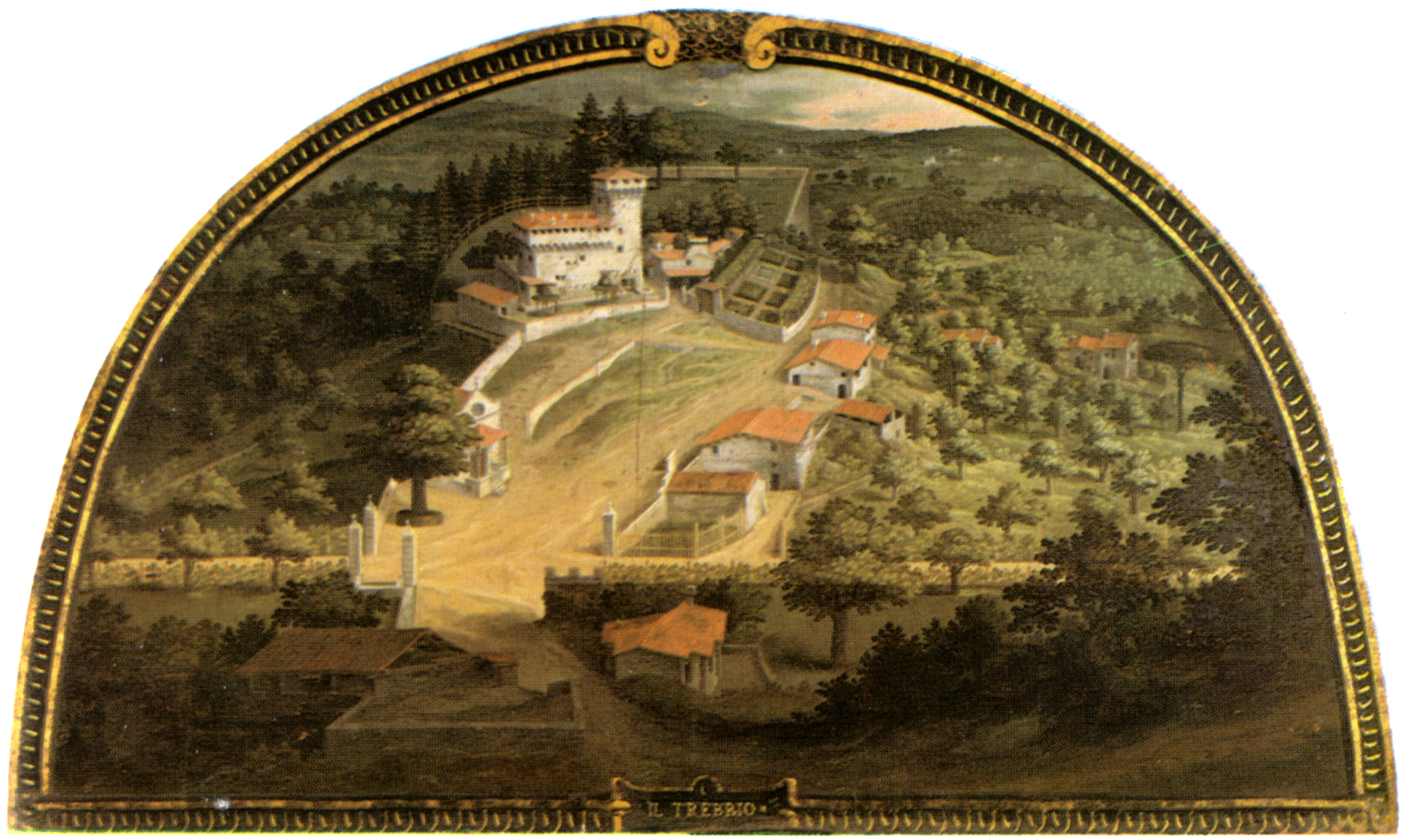
Panorama del castello nella lunetta di Giusto Utens
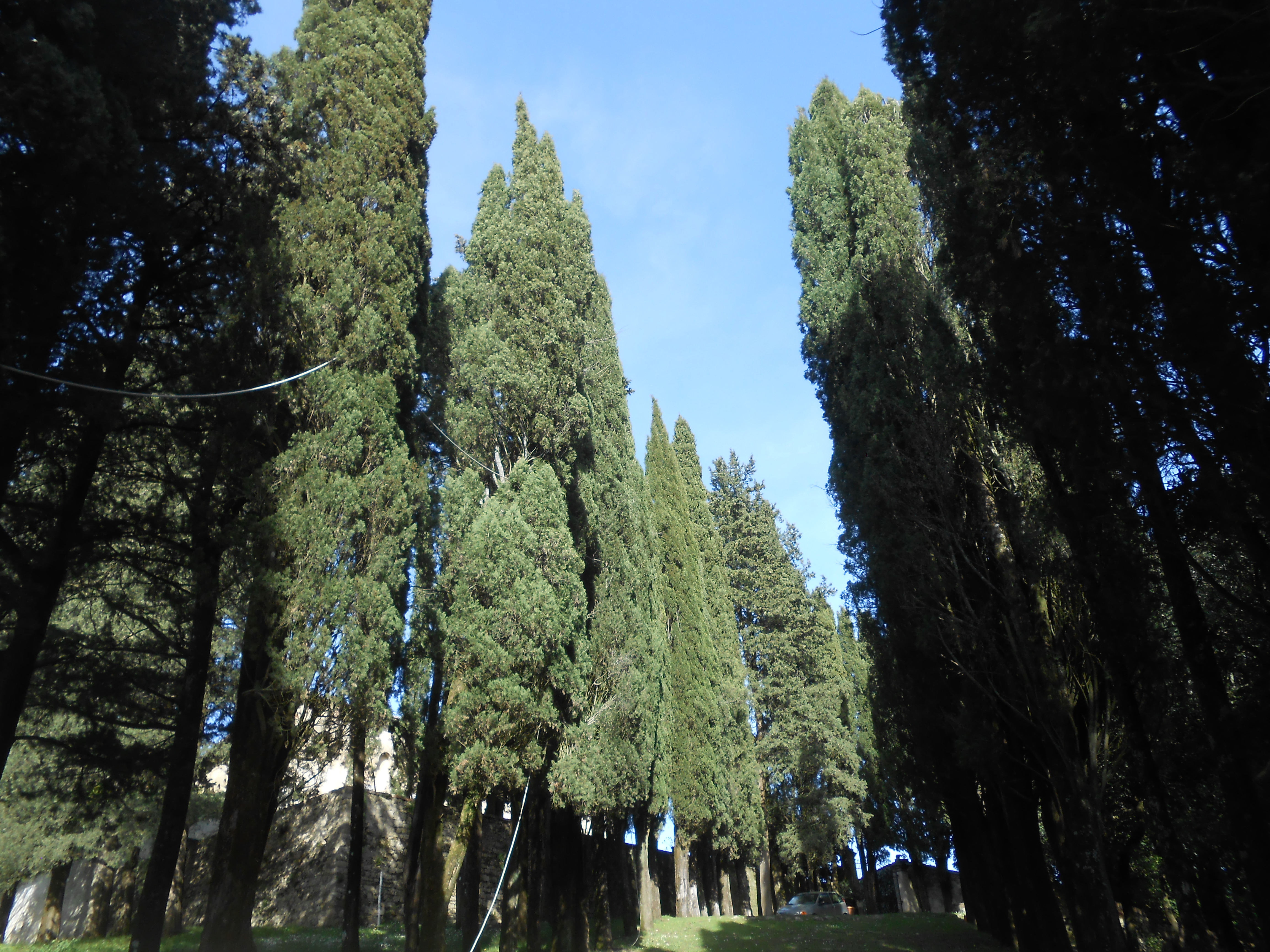
viale di cipressi secolari per accedere alla villa